# Dmitriy Kuznetsov
Dmitriy Viktorovich Kuznetsov - em russo, Дмитрий Викторович Кузнецов (Moscou, 28 de agosto de 1965) - é um ex-futebolista e treinador de futebol russo.

## Carreira
Após ser revelado pelo FShM Moscou em 1982, Kuznetsov, que jogava ora como defensor, ora como meio-campista, teve sua primeira chance em uma equipe de maior porte em 1984, quando foi contratado pelo CSKA Moscou, onde jogaria por três vezes, e tendo feito parte do elenco campeão do último Campeonato Soviético, em 1991.
Deixou o CSKA no mesmo ano para jogar no futebol espanhol, onde teve passagem relativamente destacada. Entre 1991 e 1992, defenderia o Espanyol de Barcelona, disputando 13 partidas e marcando quatro gols com a camisa dos Periquitos. Teve uma volta fugaz ao CSKA Moscou em 1992, onde jogou somente sete partidas, mas surpreendeu pela quantidade de gols marcados em tão pouco tempo: cinco no total.
De volta ao Espanyol ainda em 1992, conseguiu se firmar como titular dos Periquitos, marcando seis gols em 70 partidas. Entre 1995 e 1997, vestiria ainda as camisas de Alavés, Lleida e Osasuna, com relativo êxito nos três clubes.
Retornaria à Rússia em 1997 para jogar novamente no CSKA Moscou, marcando um único gol durante esta terceira passagem. Ainda teve passagens razoáveis por Arsenal Tula, Lokomotiv Nizhny Novgorod, Sokol-Saratov e Torpedo-ZIŁ Moscou até 2002, quando assinou contrato com o Volgar Astrakhan, última equipe de sua carreira, encerrada aos 36 anos.

## Seleções da URSS, CEI e Rússia
Pela União Soviética, Kuznetsov disputou doze jogos entre 1990 e 1991, marcando dois gols.
Convocado pela Seleção da CEI para a Eurocopa de 1992 (único torneio disputado pela equipe), atuou em oito jogos - tanto na URSS quanto na CEI, "dividia" o sobrenome com um xará ucraniano mais famoso, Oleh Kuznetsov.
Na Rússia, esteve presente em oito partidas, além de ter disputado a Copa de 1994, a única de sua carreira.